# 卡尔·马克维斯
卡尔·马克维斯（德語：Karl Markovics，1963年8月29日—），奥地利演员、电影导演，因在《最佳搭档雷克斯》饰演角色而开始知名，2007年以主角身份出演了斯戴芬·卢佐维茨基执导的《伪钞制造者》，该片获得了当年的奥斯卡最佳国际影片奖。此外他还出演了《布达佩斯大饭店》和电视剧《巴比伦柏林》。